# デビッド・ダグラス・ダンカン
デビッド・ダグラス・ダンカン（David Douglas Duncan、1916年1月23日 - 2018年6月7日）は、アメリカの報道写真家。太平洋戦争においてはアメリカ海兵隊予備役、朝鮮戦争、ベトナム戦争においては従軍写真家として活動。太平洋戦争終結となる戦艦ミズーリ上での日本の降伏文書調印の様子の写真や、パブロ・ピカソのポートレート写真、およびピカソ作品の写真集で知られる。また、日本光学工業（現：ニコン）製カメラおよび同社製レンズ「ニッコールレンズ」を世界に広めた立役者としても知られる。

## 来歴
- 1916年 - ミズーリ州カンザスシティに生まれる。
- 1938年 - フロリダ州マイアミ大学卒業。
- 1943年 - アメリカ海兵隊・予備役少尉に任官。
- 1945年 - 沖縄戦取材。戦艦ミズーリ艦上での、日本の降伏調印の様子を撮影。
- 1946年 - ライフ誌スタッフフォトグラファー
- 1950年 - 写真家 三木淳・村井龍一の紹介で、日本光学製レンズ「ニッコールレンズ」と出会う[1]。直後、朝鮮戦争の取材に向かう[1]。
- 1951年 - 朝鮮戦争を題材にした初の写真集"This is War!"を出版。
- 1952年 - 木村伊兵衛、土門拳、三木淳らとともに「ニッコールクラブ」設立。
- 1956年 - パブロ・ピカソに出会う。
- 1960年代 - 南フランスに移住。
- 1966年 - ビジュアル自伝"Yankee Nomad"出版。同年よりベトナム戦争の取材を開始。
- 1968年 - ベトナム戦争従軍の写真集"I Protest!"出版
- 1969年 - "Self-Portrait USA"を出版
- 1970年 - ベトナム戦争従軍の写真集"War Without Heroes"出版
- 1982年 - 中東の風景を収めた写真集"The World of Allar"出版[3]
- 2003年 - "Yankee Nomad"を改訂した"Photo Nomad"出版
- 2018年 - フランス・グラースの病院で死去。満102歳没[4][5]。

## 人物像
- 子供の頃は屋外活動に興味を持っていたため、ボーイスカウトに参加していた。
- 小学校時代、リチャードL.サットン博士によるランタンスライドのプレゼンテーションを見て、写真撮影と世界旅行へ興味を示したという。
- 当初はアリゾナ大学で修学していたが、マイアミ大学へ転校した。
- 大学時代、大学論文の編集者兼写真家として働いていたという。
- 報道写真家としての出発は大学時代、悪名高い銀行強盗として知られた、ジョン・デリンジャーが盗んだ金の入ったスーツケースを取りに、燃え盛るホテルへ戻ろうと試みた写真であった。しかし、その写真は現地住民に渡ったのちに散逸し、そのフィルムは発見されていない[6]。
- 大学卒業後、フリーランスで働き始め、ライフ誌や、ナショナルジオグラフィックといった雑誌に写真を投稿した。
- 太平洋戦争時、アメリカ海兵隊の予備役少尉に任官。航空部隊に帯同し、従軍写真家として勤務した[7]。従軍中、ブーゲンビル島の戦いにおいて、日本兵との戦闘を行った、と自身が証言している。また沖縄戦にも帯同したほか[8]、ミズーリ艦上での降伏調印にも帯同した。降伏調印の写真は彼の撮影によるものである[8]。最終階級は予備役中尉。
- 世界的に知られる写真は朝鮮戦争の間に撮られたものが多く、ダンカンは朝鮮戦争の最も著名な従軍写真家と評価されている。
- 初の写真集は1951年出版の"これが戦争だ！（This Is War!）"。収益は朝鮮戦争で戦死した海兵隊員の未亡人と子供たちのために寄付された。
- パブロ・ピカソと知り合うきっかけは、ダンカンが仕事でアフガニスタンのヘラートで撮影した際に、彼がつけていた時計のベルトに使われていた4世紀のギリシャのコインと同じような物を友人が付近の遺跡から見つけ、その中に雄鶏を刻んだものがあった。それを見た彼はピカソが描いた鳥を思い出し、まだピカソと面識はなかったが、これをみたらピカソはきっと喜ぶだろうと感じた。その後、仕事でモロッコへ行く途中カンヌのピカソの家に行き、訪問理由を告げ面会が許される。なお、面会を求める電話の際に、ダンカンは「あなたの親友のロバート・キャパの知り合いのダンカンです。」とピカソに語った。そしてこの出会いがその後のピカソの肖像の撮影及びピカソの作品を生前に撮影することを許された唯一の写真家となるきっかけとなった。
- ダンカンはピカソが晩年を過ごしたフランス・ムージャン近郊に住を構えた。
- 写真家の三木淳は、タイム・ライフの東京支社で彼のアシスタントとして働いていた時代がある。

## ダンカンとニコン
ダンカンがニッコールレンズと出会ったのは1950年6月のことである。当時、日本美術の撮影に勤しんでいたダンカンは契約カメラマンとして、タイム・ライフ誌の東京支社にいた。のちにダンカンのアシスタントになる写真家・三木淳は、日本人唯一のタイム・ライフ誌カメラマンとして同じく東京・京橋にある同社の東京支社内にいた。
ある日、三木の友人である写真家・村井龍一がタイム・ライフ社を訪問した。その彼のカメラには"Nikkor P・C 8.5cm F2"がつけられていた。三木はそのカメラでダンカンを撮影した。当時の日本製品には「物まねはうまいが品質はイマイチ」というイメージがついていたため、その先入観に囚われたダンカンは当初、「日本製のゾナーか？」と興味を示さなかったという。

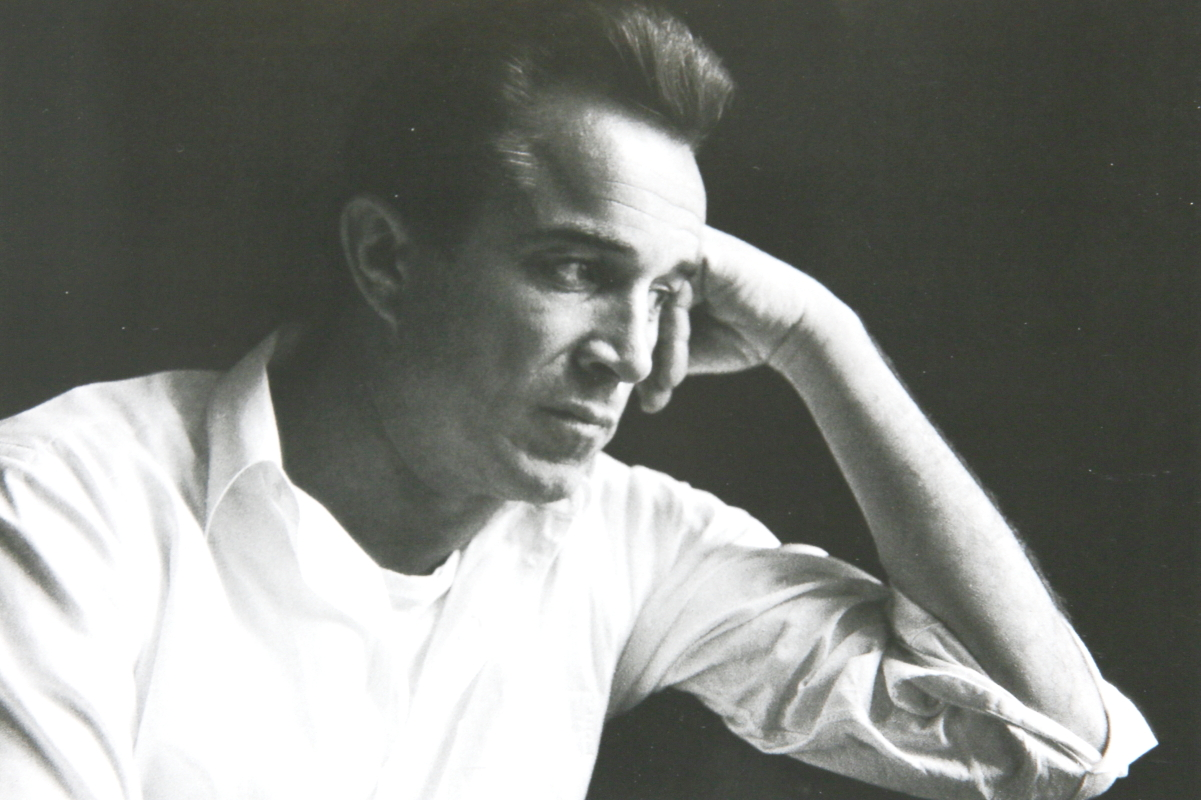
D.D.ダンカン 東京都中央区京橋のタイム・ライフ東京支局にて。
撮影、三木淳、1950年6月、ニッコール8.5cmF2を使用。

後日、三木が現像した肖像写真を見たダンカンの表情が急変した。自身の肖像写真がシャープに描かれていたのである。ダンカンはルーペを持ち出してその写真をチェックし、『日本製ゾナーレンズ』のもつ描写のシャープさを見抜いた。そして「このレンズを作っている工場に行きたい。」と三木に伝えたという。
翌日、ダンカンは三木、「フォーチュン誌」の写真家ホレス・ブリストルを連れて、日本光学の大井工場を訪問。当時、日本光学社長であった長岡正男は3人をレンズの検査室に案内し、投影検査機でダンカン、ブリストルの手持ちのレンズとニッコールレンズの性能比較を見せたという。それを見て，ダンカンは「素晴らしい」 を連発し、「日本へ来てこんな素晴らしいレンズを発見できてこんな嬉しいことはない」、とまで評し、『ニッコールレンズ』の性能に驚いた2人は、その場でライカスクリューマウントのニッコールレンズを購入した。
ダンカンは、ニッコールレンズと出会ってから、毎日のように同工場へ通って検査室へも入っており、1948年に日本光学に入社した脇本善司によれば、ダンカンが「今あるレンズを全部見せろ」といった、と述べている。
その直後、朝鮮戦争が勃発。2台のライカに"Nikkor SC 5.0cm F1.5"と"Nikkor Q 13.5cm F4"をつけたダンカンは朝鮮戦線で、一貫してニッコールレンズを使用し、多くの写真を撮影した。特に"Nikkor SC 5.0cm F1.5"は、彼の代表作の人一つ"これが戦争だ！（This Is War!）"に「，ライカⅢ c の1台に5cm の 標準レンズを他の1台に望遠レンズを装着した」、と記録が残っている。ダンカンを始めとするタイム・ライフ誌のカメラマン達は、朝鮮戦線で撮った写真を東京へ持ち帰り、三木達がそれを引き伸ばして、電送でニューヨークの本社に送ったところ、タイム・ライフ本社から「いつものレンズとは違って大変シャープだが、何を使っているか」との問い合わせがきた。ダンカンは「日本のニッコールだ」と返信した、と三木が記録している。これをきっかけとしてニッコールレンズおよびニコンSなどのカメラがアメリカの写真家たちを席巻。ニッコール、もとい日本光学の名が世界を轟かせた瞬間であった。
ダンカンはのちに、ニコンの公式ファンクラブであるニッコールクラブの設立に携わるなど、ダンカンとニコンの関係は親密なものとなった。ニコンは1965年にはニコンFの製造20万台目のカメラをダンカンに寄贈している。
2018年のダンカンの死後翌日、ニコンは公式サイトを通して追悼声明を公表。ダンカンを「ニコンが世界に認められるきっかけを生み出した、ニコンにとっての大恩人」と評し、「世界のジャーナリズムに与えた多大な貢献」を称えるとともに、「互いに一世紀以上を生き抜いてきた盟友」の死を悼んだ。
ニコンホームページ内には、ニコン創立100周年を記念して、ダンカンが97歳時のインタビューを公開している。

## ギャラリー
ここでは、ウィキメディア・コモンズ上にある、ダンカンの撮影した写真を提示する。

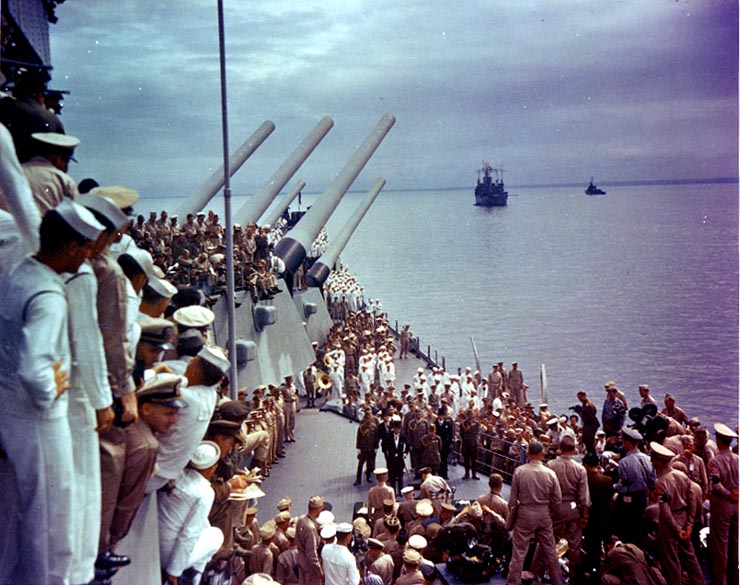
戦艦ミズーリ艦上での日本の降伏調印の様子（1945年）
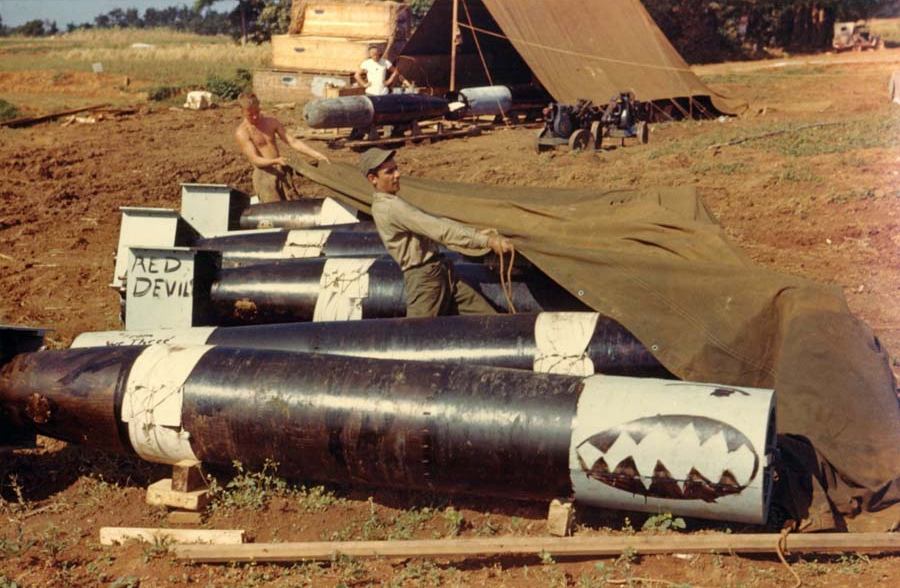
ダンカンが撮影した沖縄戦におけるMk13魚雷（1945年5月）
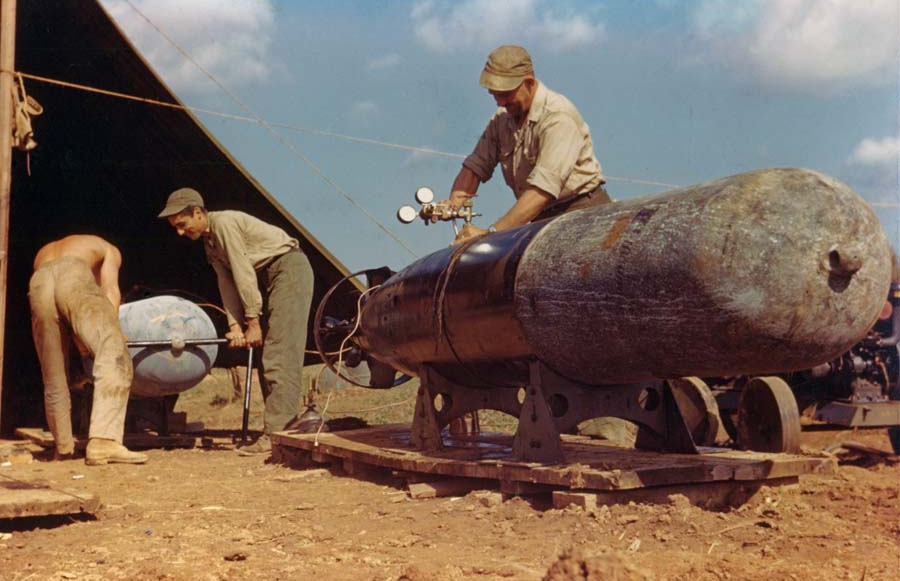
同じくMk13（1945年5月）
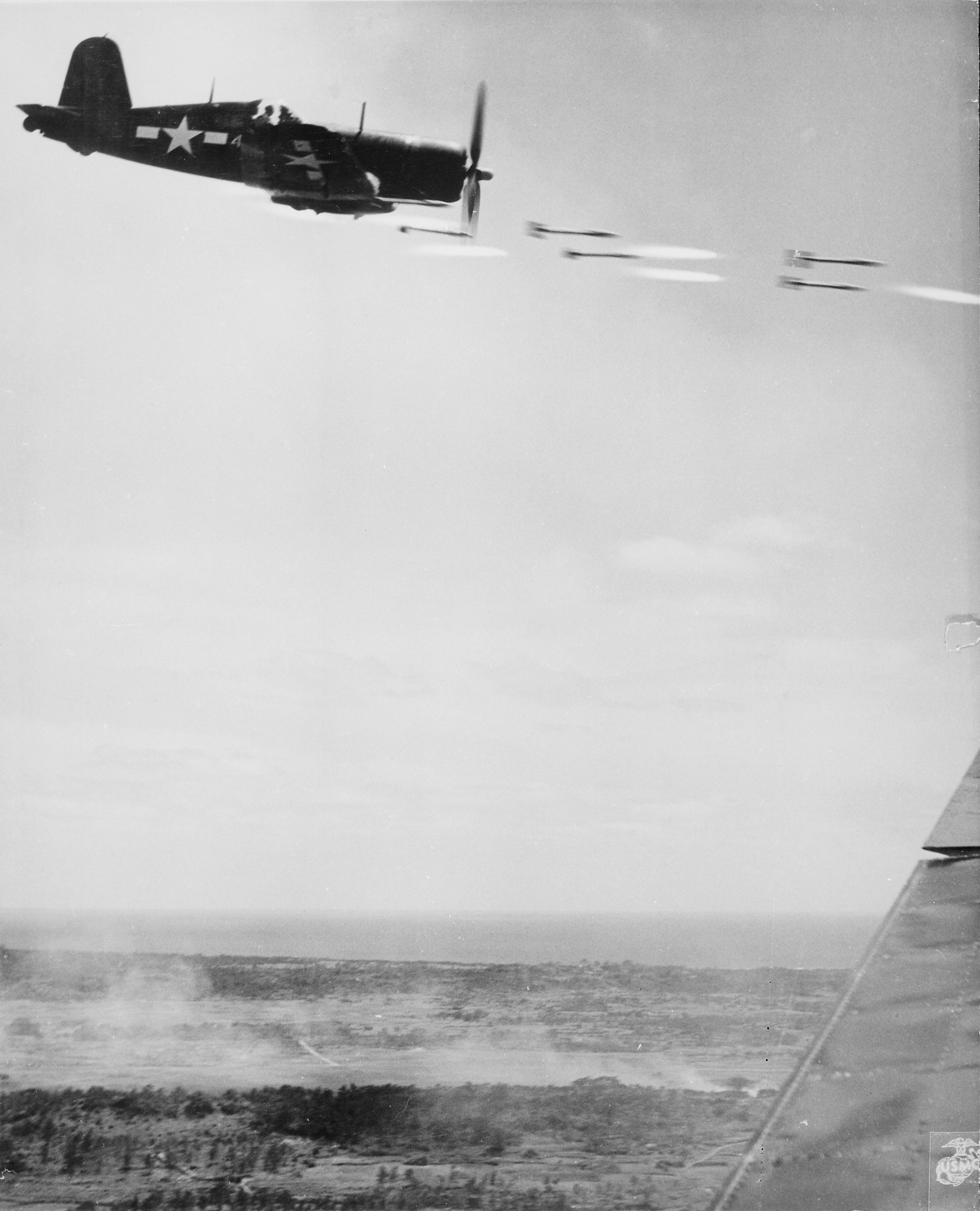
ダンカンが撮影した沖縄戦での米軍の航空攻撃の様子（1945年6月）
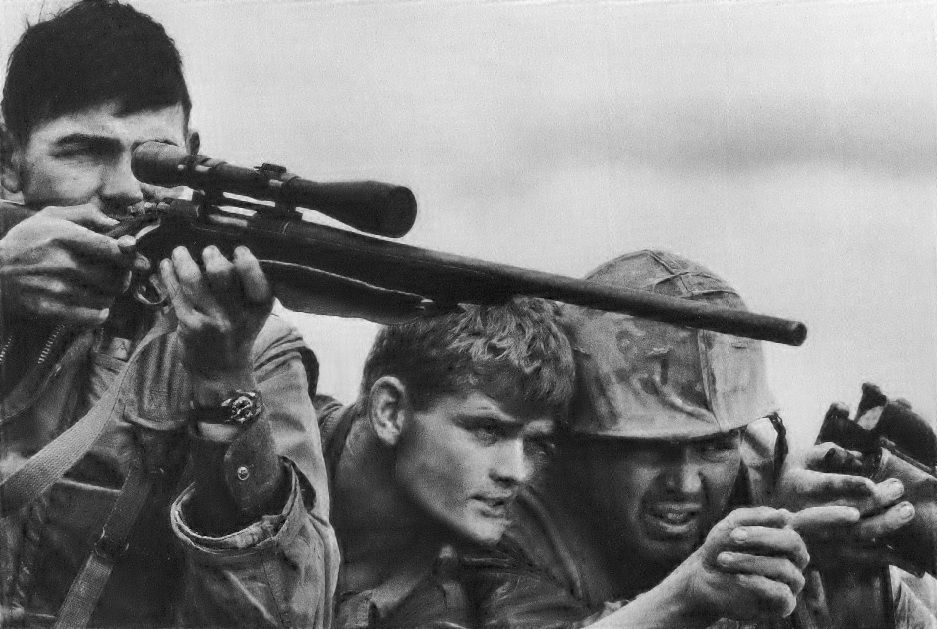
「海兵隊狙撃班（Marine Corps sniper team）」（1968年）"Khe Sanh Valley"

## 出版物
- This Is War! (1951)
- The Private World of Pablo Picasso (1958)
- The Kremlin (1960)
- Picasso's Picassos (1961)
- Yankee Nomad (1966)
- I Protest! (1968)
- Self-Portrait: USA (1969)
- War Without Heroes (1970)
- Prismatics (1972)
- David Douglas Duncan [portfolio] (1972?)
- Goodbye Picasso (1974)
- The Silent Studio (1976)
- Magic Worlds of Fantasy (1978)
- The Fragile Miracle of Martin Gray (1979)
- Viva Picasso (1980)
- The World of Allah (1982)
- New York/New York (1984)
- Sunflowers for Van Gogh (1986)
- Picasso and Jacqueline (1988)
- A Secret Garden (1992)
- Thor (1993)
- Picasso Paints a Portrait (1996)
- Yo-Yo (1999)
- Faceless (2001)
- Photo Nomad (2003)
- Picasso &amp; Lump (2006)
- Grand Prix of Monaco (2013)
- Yesterday (2016)
- The Forest World of Ann West (2018)